# Kopistská výsypka
Kopistská výsypka este o arie protejată (arie specială de conservare — SAC, sit de importanță comunitară — SCI) din Republica Cehă întinsă pe o suprafață de 327,68 ha, integral pe uscat.

## Localizare
Centrul sitului Kopistská výsypka este situat la coordonatele 50°32′13″N 13°35′59″E / 50.536944°N 13.599722°E.

## Înființare
Situl Kopistská výsypka a fost declarat sit de importanță comunitară în aprilie 2005 pentru a proteja 2 specii de animale. Situl a fost protejat și ca arie specială de conservare în ianuarie 2017.

## Biodiversitate
Situată în ecoregiunea continentală, aria protejată conține 1 habitat natural: Ape puternic oligomezotrofe cu vegetație bentonică cu Chara spp..
La baza desemnării sitului se află mai multe specii protejate de  amfibieni (2): buhai de baltă cu burta roșie (Bombina bombina), triton cu creastă (Triturus cristatus).